# П'єтроаса-Міке
П'єтроаса-Міке (рум. Pietroasa Mică) — село у повіті Бузеу в Румунії. Входить до складу комуни П'єтроаселе.
Село розташоване на відстані 83 км на північний схід від Бухареста, 19 км на захід від Бузеу, 119 км на захід від Галаца, 96 км на південний схід від Брашова.

## Населення
За даними перепису населення 2002 року у селі проживали 236 осіб, з них 232 особи (98,3%) румунів. Усі жителі села рідною мовою назвали румунську.